# Psiloderces nasicornis
Psiloderces nasicornis is een spinnensoort uit de familie Psilodercidae. De soort komt voor in Celebes.